# 越後流
越後流（えちごりゅう），又稱 謙信流（けんしんりゅう），是日本人上杉謙信所發展出來的一套兵法、軍學流派。
也被記錄為越後流軍學、越後流兵法、謙信流軍學等詞彙。

## 主要研究越後流的學者
佐久間正春、佐久間景忠、長谷川景重、依田英信、武藤永重、高松正朝、高山健貞、窪田清音。